# Хайнрих III (Майсен)
Вижте пояснителната страница за други личности с името Хайнрих III.
Хайнрих III Светлейший (на немски: Heinrich III., der Erlauchte, * ок. 1215 в Майсен?, † 15 февруари 1288 в Дрезден) от род Ветини е от 1221 г. като Хайнрих III маркграф на Майсен (1221–1288) и като Хайнрих IV маркграф на Лужица (1221–1288), ландграф на Тюрингия (1247–1265), пфалцграф на Саксония (1247–1288).
Хайнрих е най-малкият син на маркграф Дитрих I Угнетения (* 1162, † 1221) и на Юта от Тюрингия (* 1184, † 1235), дъщеря на Херман I от Тюрингия от род Лудовинги.
През 1221 г. той последва баща си под опекунството на ландграф Лудвиг IV (Светия) от Тюрингия, и след неговата смърт 1227 г. на херцог Албрехт I от Саксония.
През 1237 г. той взема участие в кръстоносния поход против прусите. Той е на страната на император Фридрих II в борбата му против папата. От благодарност през 1242 г. той получава от него Тюрингия и Пфалц Саксония и през 1243 г. Фридрих II сгодява дъщеря си Маргарета за Албрехт, синът на Хайнрих.
През 1247 г. той изявява правата си за наследството в Турингия след смъртта на Хайнрих Распе IV, братът на майка му.
Хайнрих разделя през 1265 г. земите между двата му сина Албрехт получава Тюрингия и Пфалцграфство Саксония и става ландграф на Тюрингия, Дитрих получава Марк Ландсберг и Остерланд, а за себе си оставя Маркграфство Майсен и Марк Лужица.
В Големия Хайделбергския ръкопис (Codex Manesse) Хайнрих е споменат като минезингер.

## Семейство
Хайнрих III се жени през 1234 г. за Констанция Австрийска (* 6 май 1212, † пр. 5 юни 1243), дъщеря на херцог Леополд VI Бабенберг и на Теодора Ангелина, дъщеря на византийски император Исаак II и Маргарита Унгарска. Двамата имат два сина:
- Албрехт (1240–1314/1315), женен I. 1254 г. за Маргарета фон Хоенщауфен (1237-1270), дъщеря на император Фридрих II, II. 1270 г. за Кунигунда фон Айзенберг, III. 1290 г. за Елизабет фон Арнсхаугк
- Дитрих фон Ландсберг (1242–1285)

След смъртта на Констанция († 1243) той се жени втори път през 1244 или 1245 г. за Агнес Бохемска († 10 октомври 1268), дъщеря на крал Венцеслав I от Бохемия и на Кунигунда фон Хоенщауфен. Те нямат деца.
За трети път той се жени между 1268 и 1273 г. за Елизабет фон Малтиц (1238/39–1333), дъщеря на Улрих фон Малтиц, която му ражда:
- Фридрих Клем (1273–1316)
- Херман Дългия.